# Händetrockner

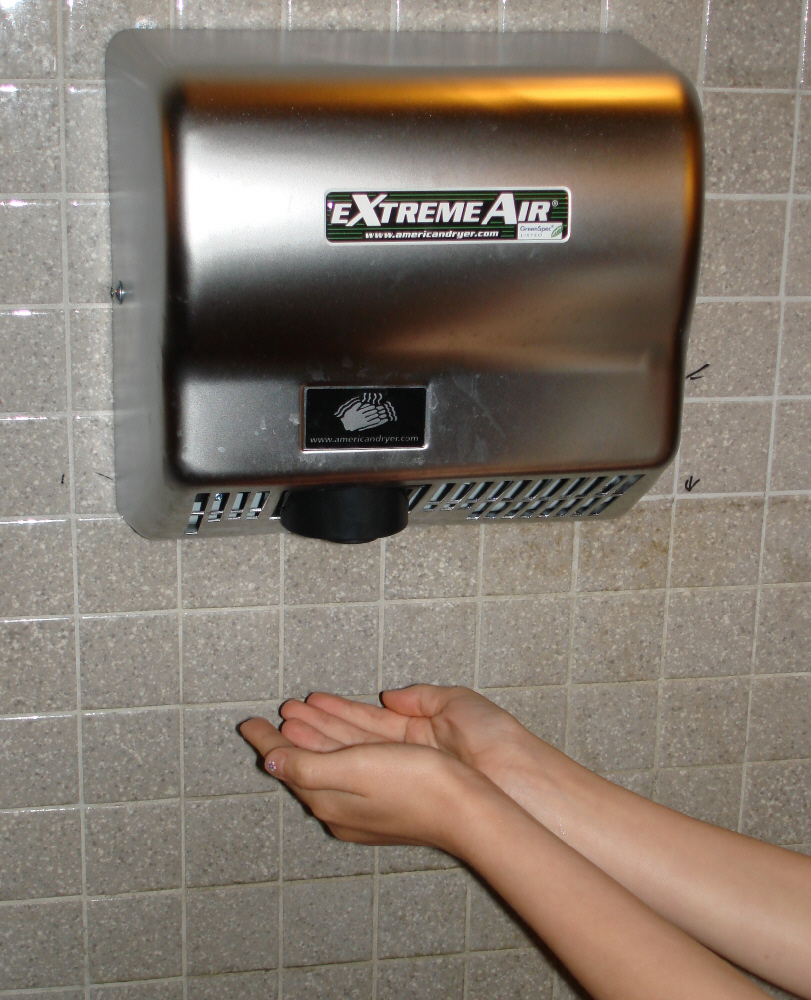
Händetrockner mit Warmluftgebläse

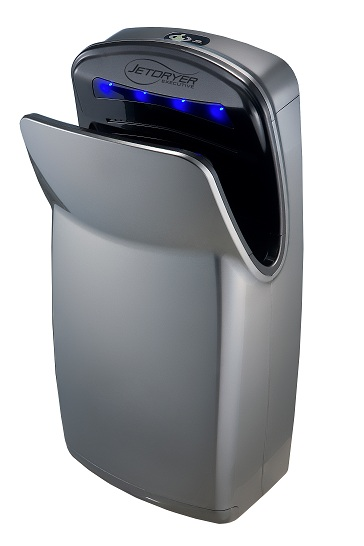
Jet-Händetrockner

Ein Händetrockner ist ein Elektrogerät zum Trocknen der Hände nach dem Händewaschen. Er wird meist auf öffentlichen Toiletten eingesetzt.

## Varianten
Traditionelle Händetrockner arbeiten mit einem Warmluftgebläse und bringen die Nässe an den Händen zur Verdunstung. Sie werden auch Warmlufthändetrockner (warm air dryer) genannt. Es dauert ca. 45 Sekunden, bis 90 % der Feuchtigkeit verdunstet sind.
Jet-Händetrockner sind mit einem leistungsstarken Gebläse (meist Kaltluft) ausgestattet, die das Wasser von den Händen herunterblasen und die verbleibende Restfeuchte verdunsten. Die Trocknungszeit kann damit auf etwa zehn Sekunden gesenkt werden. 

## Hygiene
Eine Studie eines Forscherteams um den Mikrobiologen Keith Redway von der University of Westminster im Auftrag des Verbands der Zellstoffhersteller (ETS) aus dem Jahr 2015 ergab, dass Jet-Händetrockner „Mikrotropfen“ über eine Entfernung bis zu 1,5 Metern um das Gerät verteilen. Zudem konnten bei einer Testreihe mit Hefe (mit der die Hände der Versuchspersonen künstlich verunreinigt wurden) beim Jet-Händetrockner in 20 cm Entfernung vom Gerät durchschnittlich 67 Hefekolonien festgestellt werden, gegenüber 6,5 bei Nutzung von Papierhandtüchern. Eine weitere Studie kommt zu ähnlichen Ergebnissen.
Die angesaugte Luft muss filtriert werden, da sonst Krankheitserreger und Bakterien aus der Umgebungsluft auf die Hände gebracht werden.